# Vilibald Konte
Vilibald Konte, slovenski inženir rudarstva, * 30. avgust 1908, Pulj, † 4. september 1951, Ljubljana.

## Življenje in delo
Diplomiral je leta 1932 na rudarskem oddelku Tehniške fakultete v Ljubljani. V letih 1933-1934 je bil organizacijski sekretar Komunistične partije Jugoslavije za Slovenijo. Oktobra 1931 so ga pred Državnim sodiščem za zaščito države v Beogradu prvič obsodili na 7 mesecev strogega zapora, drugič pa na 4 leta ječe v Sremski Mitrovici, tu so mu kazen podaljšali še za 2 leti. Po amnestiji je od leta 1939 kot rudarski strokovnjak služboval v Bosni, na Kosovu in v hrvaškem Zagorju. Tu se je leta 1943 pridružil narodnoosvobodilni borbi. Kot partizan je najprej deloval v Zagorskem odredu, od konca leta 1944 pa v Pokrajinskem protifašističnem svetu narodne osvoboditve Hrvaške. Po osvoboditvi je bil direktor rudnika črnega premoga pri Raši v Istri od 1948 pa v Beogradu vodja oddelka za rudarstvo v ministrstvu za industrijo. Avgusta 1948 je bil aretiran in kot informbirojevec poslan v strogi zapor za politične zapornike na Goli otok.